# Список эпизодов телесериала «Меня зовут Эрл»

## Сезоны
| Сезон | Сезон | Эпизоды | Дата эфира | Выход DVD в США       |
| ----- | ----- | ------- | ---------- | --------------------- |
|       | 1     | 24      | 2005—2006  | 19 сентября 2006 года |
|       | 2     | 23      | 2006—2007  | 25 сентября 2007 года |
|       | 3     | 22      | 2007—2008  | 23 сентября 2008 года |
|       | 4     | 27      | 2008—2009  | 23 сентября 2008 года |

## Сезон 1: 2005—2006
| 1-01(1) | «Pilot»                      | Пилотный выпуск              | Марк Баклэнд     | Грег Гарсиа                     | 20 сентября 2005 года |
| Эрл Дж. Хики — мелкий проходимец районного масштаба. Он выигрывает джек-пот в лотерею в размере $100.000, но его тут же сбивает автомобиль. Последнее, что он видит — это как ветер уносит его билет. Пока Эрл выздоравливает в больнице, его жена Джой разводится с ним. Смотря выступления певца Трейси Эдкинса в ночном шоу Last Call with Carson Daly, Эрл понимает, что все дело в карме. Он решает исправить все плохие поступки и ошибки, которые сделал в жизни, и составляет список из 259 пунктов. После того, как его выписали из больницы, он начинает исправлять свои поступки в списке и сразу же находит свой лотерейный билет. Понимая, что он выбрал правильный путь, он решает продолжить это дело. |                              |                              |                  |                                 |                       |
| 1-02(2) | «Quit Smoking»               | Бросить курить               | Марк Баклэнд     | Кет Ликкел, Джон Хоберг         | 27 сентября 2005 года |
| Донни, псих-уголовник, провел 2 года в тюрьме по ложному обвинению в ограблении, которое на самом деле совершил Эрл. Как это ни странно, Донни не в обиде, так как в тюрьме он обрел Бога и научился. Единственная, кто пострадала из-за этой отсидки — мать Донни, потерявшая 2 года жизни с сыном. Эрлу ничего не остается, как вернуть ей эти 2 года жизни, и он помогает ей бросить курить, чтобы прожить дольше. Заодно бросает курить и сам. |                              |                              |                  |                                 |                       |
| 1-03(3) | «Randy’s Touchdown»          | Победа Рэнди                 | Марк Баклэнд     | Дж. Б. Кук                      | 4 октября 2005 года   |
| Во время учёбы в школе, Эрл разрушил мечту Рэнди забить важный гол в ключевом футбольном матче. |                              |                              |                  |                                 |                       |
| 1-04(4) | «Faked My Own Death»         | Подстроил собственную смерть | Тамра Дэвис      | Хилари Уинстон                  | 11 октября 2005 года  |
| Когда Эрл встретил крутую байкершу на Хэллоуин, казалось, что эта встреча предначертана им судьбой, но после праздника оказалось, что байкерша — всего лишь образ девушки, и Эрл идет на радикальные меры, чтобы разорвать их отношения, инсценируя собственную смерть. Спустя годы, ему нужно как-то сообщить девушке, что на самом деле он до сих пор жив. |                              |                              |                  |                                 |                       |
| 1-05(5) | «Teacher Earl»               | Учитель Эрл                  | Крис Кох         | Виктор Фреско                   | 18 октября 2005 года  |
| По совету Каталины, Эрл устраивается учителем английского языка в вечернюю школу, чтобы вычеркнуть из своего списка строчку «смеялся над акцентами иностранцев». Тем временем Ральф, в прошлом напарник Эрла по темным делишкам, выходит из тюрьмы, и, не желая ничего слушать про карму, и разочаровавшись в Эрле, похищает Рэнди с целью получить в качестве выкупа деньги, выигранные Эрлом в лотерею. |                              |                              |                  |                                 |                       |
| 1-06(6) | «Broke Joy’s Fancy Figurine» | Разбил статуэтку Джой        | Лев Л. Спиро     | Даниэль Санчес                  | 1 ноября 2005 года    |
| Чтобы заменить фарфоровую статуэтку Джой — приз с конкурса красоты мать+дочь, которую он разбил, Эрл решает помочь бывшей конкурентке Джой выиграть ещё одну такую же статуэтку, которую она обещает отдать ему. Джой тоже решает принять участие в конкурсе вместе с якобы прахом своей матери. |                              |                              |                  |                                 |                       |
| 1-07(7) | «Stole Beer from a Golfer»   | Разводил гольфиста на пиво   | Крис Кох         | Майкл Пенни                     | 8 ноября 2005 года    |
| Эрл пытается помочь Скотту преодолеть своё болезненное пристрастие к гольфу, которое началось по его вине — в своё время Скотт после хорошей игры ставил пиво всем в гольфклубе, и Эрл с Рэнди подтасовывали результаты игр с целью получить халявное пиво. В результате Скотт стал считать себя мастером гольфа, и это разрушило его личную и профессиональную жизнь. |                              |                              |                  |                                 |                       |
| 1-08(8) | «Joy’s Wedding»              | Испортил свадьбу Джой        | Марк Баклэнд     | Грег Гарсиа                     | 15 ноября 2005 года   |
| Номер 261 списке оказался не столь легким. Ведь Эрл испортил свадьбу Джой. И чтобы искупить вину он устраивает новую свадьбу для Дорнелла и Джой. |                              |                              |                  |                                 |                       |
| 1-09(9) | «Cost Dad the Election»      | Провалил папины выборы       | Крис Кох         | Бобби Боуман                    | 22 ноября 2005 года   |
| Эрл пытается помочь отцу осуществить его мечту стать мэром. Но отношения между отцом и сыном оставляют желать лучшего… |                              |                              |                  |                                 |                       |
| 1-10(10) | «White Lie Christmas»        | Портил Рождество             | Марк Баклэнд     | Тимоти Стэк                     | 6 декабря 2005 года   |
| Эрл собирается вычеркнуть очередной пункт списка. За все годы совместной жизни с Джой он ни разу не подарил ей достоянного подарка, даже на Рождество. Эрл решает выиграть для бывшей жены машину. Они с Ренди учувствуют в конкурсе — надо просто стоять и держаться за машину, если оторвешь от неё руку, то проиграешь, последний оставшийся получает автомобиль. Эрл быстро выбывает из соревнования, но к Ренди присоединяется Каталина и вместе они собираются победить. А Эрлик тем временем отправляется к Джой, где встречает её родителей. Они принимают его, как родного сына, вернувшегося из Ирака… Родители Джой консерваторы, узнай они о том, что она вышла замуж за чернокожего Крабовщика, неприятностей не избежать. Поэтому она как обычно соврала, убедив родственников, что они все ещё в браке с Эрлом… Эрл Хики в это раз не хотел никому испортить Рождество, поэтому принял правила игры и стал усердно изображать любящего мужа, пока Крабовщик отсиживался в Христовых яслях… |                              |                              |                  |                                 |                       |
| 1-11(11) | «Barn Burner»                | Поджигатель сараев           | Кен Уиттингэм    | Брэд Коуплэнд                   | 5 января 2006 года    |
| Эрл решает помочь Джой отправить её двоих непослушных детей в летний лагерь «правильный выбор», предназначенный для детей хулиганов. В тот самый, из которого его и Ренди выгнали за поджег сарая и где выяснилось, что Ренди до ужаса боится птиц. Эрл, Ренди и Каталтна отправляются на ранчо, чтобы исправить грехи прошлого и построить для лагеря новый сарай, но им приходится заняться загоном для страусов. По ходу дела выясняется, что поджег сарая дело рук Ренди, а не Эрла. Эрл решает, что тем самым Ренди не позволил ему стать приличным человеком и поэтому теперь Ренди придется искупать самому многие грехи из списка. |                              |                              |                  |                                 |                       |
| 1-12(12) | «O Karma, Where Art Thou?»   | О, где же ты, Карма?         | Майкл Фреско     | Барбара Фельдман                | 12 января 2006 года   |
| Наступают холода и Ренди находит в кармане зимней куртки золотую рыбку, которая пролежала там неизвестно сколько. А у Эрла другой сюрприз — бумажник, который он спер у парня в кабинке общественного туалета. Эрл специально сидел в туалете и ждал, пока кто-нибудь зайдет и спустит штаны, для того чтобы незаметно стянуть деньги. Все деньги потрачены и на них куплено множество интересных и полезных вещей. Конечно, Эрл решает вернуть должок, но все оказывается ни так просто, оказывается он украл ни просто деньги, а деньги на свадебное путешествие двух молодоженов. Как же это исправит? Эрлу приходится устроиться на работу в закусочную, чтобы подменить парня. Работа оказалась не из приятных, старший менеджер постоянно издевается над рядовыми сотрудниками, ворует деньги из кассы, и вообще он явно заслуживает наказания… |                              |                              |                  |                                 |                       |
| 1-13(13) | «Stole P’s HD Cart»          | Украл фургончик              | Крис Кох         | Дж. Б. Кук                      | 19 января 2006 года   |
| Банда снова в сборе, но теперь не для того, чтобы что-то стырить, а просто в честь дня рождения сына Джой и некоторым членам банды это очень не нравится. Они сидят в «Крабовой хижине» и вспоминают старые добрые времена, ведь ходить на дело было гораздо веселей, чем слушать флейту, пусть даже которую Ральф засунул в задницу. Внезапно шайка вспоминает о давно забытом деле, деле о Папашиных хот-догах. В прошлом Эрл и Ральф изрядно повеселились, угнав фургон торговца хот-догами и спрятав его. Тем самым они не только лишили старичка единственного дохода, но и оставили весь город без вкусных хот-догов. Людям приходилось закупаться в фаст-фуде с говорящим названием «Дешево и сердито». Эрл возвращает фургончик папаше и народ снова возвращается к вкусным хот-догам. Однако, Ральф, готовый на все за деньги, после подкупа менеджером «Дешево и сердито» сжигает фургончик дотла. Теперь Эрлу необходимо достучаться до главы ненавистной корпорации и получить с него деньги за ущерб. |                              |                              |                  |                                 |                       |
| 1-14(14) | «Monkeys in Space»           | Обезьяны в космосе           | Марк Баклэнд     | Грег Гарсиа                     | 26 января 2006 года   |
| Когда-то Эрл рассказал неуместную историю на дне рождения своего дружка Хэнка Ланка. Эрл просветил жену и всех родственников Хэнка, как на одно из мальчишников тот неплохо развлекся с женщиной легкого поведения, которая правда потом оказалась мужиком. Не слишком удобная ситуация, но Эрлу тогда было по барабану, ведь он напился, как полковая лошадь. А теперь Хэнк попал в серьёзную передрягу и Эрлу необходимо с ним встретится и вычеркнуть из списка до того, как незадачливого преступника переведут в другую тюрьму. Хэнк хочет встретиться с родственниками, звучит не так сложно, но… Тем временем Ренди пытается заработать себе немного денег, чтобы не клянчить у брата и других знакомых. Но скудный ум и душевная доброта плохое подспорье для работы. Ренди пытается всучить незадачливому клиенту средство для чистки окон, однако этим клиентом оказывается Джой и бедному толстячку приходится бесплатно убираться у неё дома. |                              |                              |                  |                                 |                       |
| 1-15(15) | «Something to Live For»      | Кое что, для чего стоит жить | Марк Баклэнд     | Кет Ликкел, Джон Хоберг         | 2 февраля 2006 года   |
| У Эрла и Ренди кончилось горючие посередине шоссе и им пришлось толкать автомобиль, тем самым карма дала понять, что пришло время номера 62. Год назад братья увидели на трейлерной стоянки машину без пробки от бензобака и не примянули этим воспользоваться, они снова и снова сливали бензин, теперь его надо вернуть. Парень, у которого они воровали бензин оказался жутким занудой и суйцидником, который уже ни раз пытался покончить жизнь самоубийством и именно нехватка горючего не позволила ему задохнуться выхлопными газами. Однако узнав правду о том куда девался его бензин парень снова пытается свести счеты с жизнью, улегшись посередине дороги. Эрл не может так просто его бросить и начинает выяснять причины почему этот парень так несчастлив. Оказывается у него есть безответная любовь. Кто же эта девушка? Эрл решает взглянуть на неё собственными глазами и поговорить, и он видит, что перед ним… Джой! |                              |                              |                  |                                 |                       |
| 1-16(16) | «The Professor»              | Профессор                    | Марк Баклэнд     | Даниэль Санчес                  | 9 февраля 2006 года   |
| Хорошо дружить с горничной мотеля, когда кто-то из постояльцев умирает, можно забрать их вещи себе. После одного из ушедших из жизни, к Эрлу и Ренди попадает в руки ноутбук и в памяти сразу всплывает похожий аппарат, который они свистнули из машины. Эрл решает вернуть этот ворованный ноутбук законному владельцу, который оказывается профессором университета из Фрозберга. Дорога не близкая, но что поделаешь… Неожиданно загадочный профессор оказывается прекрасный женщиной и Эрл легко сближается с ней. Она даже приглашает Эрла выступить перед студентами и рассказать про карму. Все в восторги от историй Хики и симпатичная преподавательница тоже. Но карма берет своё. Эрл совсем забывает об автобусной остановки, которую он сбил и обещал восстановить. Карма напоминает ему об этом достаточно своеобразным способом, выплескивая кучу неприятностей. |                              |                              |                  |                                 |                       |
| 1-17(17) | «Didn’t Pay Taxes»           | Не платил налоги             | Крейг Зиск       | Майкл Пенни                     | 2 марта 2006 года     |
| Когда Ренди и Эрлу не хватало денег они не только воровали, как обычно, но иногда устраивались на работу, разнорабочими. ,Ренди случайно находит в своих вещах необналиченный чек на своё имя, а Эрл вспоминает, что пришло время отдать долг государству. Он никогда не платил налоги, а сейчас решил за все это рассчитаться. Оказалось, что это так-то просто, нужно пройти кучу формальностей для того, чтобы отдать свои кровные. У Эрла ничего не получается, а когда он наконец решает отправить правительству 500 долларов и вычеркнуть очередной пункт из списка, деньги приходят обратно, с пометкой, что он ничего не должен. Эрл пытается пойти другим путём и добровольно работает вместе с заключенными, причем старается на славу, его старанья не остаются незамеченными и Хики случайно попадает в тюрьму! Нет так не пойдет, нужен другой способ, он берет ренди, чтобы забраться на водонапорную башню, а потом с чистой совестью оплатить штраф в 500 долларов, кто же знал что башня такая хрупкая. |                              |                              |                  |                                 |                       |
| 1-18(18) | «Dad’s Car»                  | Папина машина                | Крис Кох         | Брэд Коуплэнд, Барбара Фельдман | 16 марта 2006 года    |
| Крабовщик отвозит детей к своей матери на всю неделю, для того что Джой могла немного отдохнуть. Она и решила отдохнуть, но только не немного, а оттянуться по полной программе. Эрл с Ренди тоже вспоминают о надвигающимся празднике, прям как в детстве в последний момент, тогда они обычно отбирали уже приготовленные подарки у своих более ответственных одноклассников. Один раз им не повезло и попались карточки с желаниями, именно сейчас Эрл решил, что пришло время исполнить все мамины желания. День проходит чудесно, они общаются, улыбаются и фотографируются, даже принимают ванну. Но последние желание ставит в тупик — Эрл должен помириться с отцом. Помирится с отцом очень сложно, у них давно натянутые отношения, но Эрл находит способ, он решает, что если вернет когда-то проигранный Мустанг, то отец его простит. Однако Хики старший мечтал вовсе не о машине, он мечтал чинить её вместе с сыном… |                              |                              |                  |                                 |                       |
| 1-19(19) | «Y2K»                        | Год 2К                       | Марк Баклэнд     | Хилари Уинстон                  | 23 марта 2006 года    |
| Эрл должен вернуть все украденное в местный магазин дешевых товаров. Однако в этот раз Ренди не разделяет его намерений и пытается не дать брату вернуть машинку с числами. Тут и всплывает история прошлого. Когда братья и Джой только познакомились с Крабовщиком, тот оказался для них очень умным и образованным, темнокожий парень рассказал, что скоро будет конец света и все умрут. Так сложились обстоятельства, что все жители города отдыхали на местном празднике и банда оказалась совершенно одна в городе. Так где же им ещё спрятаться, как ни в местном супермаркете? Беда в том, что между бывшими соратниками разгорелись нешуточные споры, как управлять их маленьким, неожиданно появившимся, мирком, особенно яростно они сражались за право пользоваться ассортиментом представленным в магазине. Тогда Ренди и предложил использовать машинку с числами, для того, чтобы все принимали решение по очереди, потом его даже выбрали президентом. |                              |                              |                  |                                 |                       |
| 1-20(20) | «Boogeyman»                  | Бука                         | Эял Гордин       | Вали Чандрасекарян              | 30 марта 2006 года    |
| Все началось 6 лет назад, когда Эрл, Рэнди и Джой решили поживиться вещичками в доме богатеньких афроамериканцев, однако они не рассчитывали, что те так быстро вернуться домой, поэтому им пришлось срочно прятаться, кто где сможет. Эрл спрятался под кроватью маленького мальчика и сильно его испугал, прежде чем смог выбраться из дома. Теперь Эрлу, чтобы загладить свою вину придется целый день быть рабом этого избалованного мальчика, который придумывает все новые и новые жестокие издевательства. В процессе своего рабства Эрл узнает, как сильно с тех пор мальчик боится темноты и решает помочь перебороть ему это ужасное чувство страха. Но дело-то конечно совсем не в темноте, а в недостатке внимания, которого отец мальчика никогда ему не давал. Привязавшись к Эрлу, мальчишка заявляется к нему в мотель. Отец испугавшись, что сына похитили, решается на рискованный поступок для его спасения. |                              |                              |                  |                                 |                       |
| 1-21(21) | «The Bounty Hunter»          | Охотник за головами          | Марк Баклэнд     | Хантер Ковингтон                | 6 апреля 2006 года    |
| Когда Эрл не занимается списком, он любит поразвлекаться, например попускать игрушечный мотоцикл через брата. Но как следует поразвлечься ему не дает Джой, она с бешеным лицом залетает в номер мотеля и сообщает шокирующую новость — вернулась Джесси. Джеси, это бывшая подружка Эрла, которую он бросил, женившись по пьяни на Джой. Теперь Джесси вернулась и она жаждет крови, но не Эрла, а Джой, ведь та неслабо поколотила девушку в прошлый раз. Джесси стала настоящей охотницей за головами, все то время, что прошло с их последней встречи она посветила тренировкам и боевым искусствам, сложно даже представить, что она мечтает с делать с Джой. Эрл пытается спасти Джой от расправы, да и ему самому не сильно улыбается встреча с бывшей. Однако Джой проявляет обычно несвойственное ей мужество и благородство и решает сама разобраться с Джессикой. Как оказалось многочисленные нагрузки и занятия, ничто по сравнению с сотнями часов просмотренных боевиков… |                              |                              |                  |                                 |                       |
| 1-22(22) | «Stole a Badge»              | Украл значок                 | Марк Баклэнд     | Виктор Фреско                   | 27 апреля 2006 года   |
| После сильного дождя Ренди любит приходить туда, где ручейки стекают в реку, в поисках того, что он называет кладом. На этот раз в речке-вонючке кроме всякого барахла блеснул полицейский жетон, тот самый жетон, который они когда-то сперли в боулинге. Тогда они славно оттянулись, пользуясь всеми благами, которые дает статус полицейского. Однако со временем это стало слишком опасно и пришлось избавиться от жетона, выкинув его в реку. Эрл приходит в полицейский участок, чтобы отдать приплывший жетон, там он узнает о судьбе того полицейского, у которого он его украл. Оказывается, после потери значка, жизнь этого человека превратилась в сплошное мучение, его перевели в самое ужасное место, дежурить возле туалета и теперь ему приходится держать под рукой не пистолет, а вантуз, а багажник автомобиля набит туалетной бумагой. Для того, чтобы вернуть полицейскому хорошую должность и уважение семьи, Эрл решает толкнуть на преступление мерзкого воришку сучка Родни и дать возможность полицейскому Стюарту проявить героизм. Но Стюарт совсем не тянет на героя, да и вообще, служба в полиции, это не его…                                                     |                              |                              |                  |                                 |                       |
| 1-23(23) | «BB»                         | Плохой Парень                | Виктор Нелли мл. | Кет Ликкел, Джон Хоберг         | 4 мая 2006 года       |
| Ещё будучи преступником, Эрл воровал мелочь с парковки, вернуть деньги тем людям не представляется возможным, поэтому он просто решил пройтись по улице и покидать монетки во все попавшиеся парковочные автоматы. Офицеру эта затея определенно не пришлась по вкусу, он решил наказать Эрла, да тут ещё выяснилось, что у нашего героя и прав-то нету. Джой воспользовалась случаем и прикарманила их. Дарнел помог Эрлику вернуть права и последний отправился в суд, чтобы оплатить штраф. И вот неожиданность, встретил там свою бывшую одноклассницу, которая раньше ему очень сильно нравилась и которой он засадил из ружья прямо в попу. Но и это не самое главное, отец не поверил, что Это сделал Эрл и с тех пор он с родной дочерью не разговаривал. Для того, чтобы все исправить Эрл решает организовать встречу девушки с отцом, вот только отец оказывается совершенно опустившимся алкоголиком, которого кроме спиртных напитков ничего больше не интересует… |                              |                              |                  |                                 |                       |
| 1-24(24) | «Number One»                 | Номер один                   | Грег Гарсиа      | Грег Гарсиа                     | 11 мая 2006 года      |
| В детстве Эрл частенько издевался над маленьким Ренди, а теперь Ренди получил шанс ему отплатить… Хорошо, что Крабовщик почистил туалет до того, как туда окунулась голова Эрла. После холодного «душа», Дарнел помогает выбрать Эрлу следующий пункт из списка, номер один — Украл 10 баксов у парня в супермаркете. Это было последнее и особенное злодейство Эрла, перед тем как он встал на путь исправления. Именно на эти украденные 10 долларов Эрл и приобрел тот самый выигрышный лотерейный билетик, изменивший всю его дальнейшую жизнь. Как только Эрл понял, что выиграть в лотерею должен был не он, пришлось отправиться в банк и забрать все оставшиеся деньги для того, чтобы вернуть их тому, кому они действительно предназначались. Так деньги вернулись к парню с 10 баксами. Но деньги не принесли счастья Полу, оказывается, когда в самом начале истории старушка на автомобиле сбила Эрла, билетик уже побывал в руках Пола, правда не долго, та же старушка, решив вернуться на место происшествия по совету сестры, сбила на этот раз Пола. Старушка Карма, по-видимому, не хотела чтобы выигрыш достался очередному нехорошему человеку. Итак, деньги вернулись к Эрлу… |                              |                              |                  |                                 |                       |

## Сезон 2: 2006—2007
| № | Оригинальное название           | Русское название               | Режиссёр         | Сценарий                        | Дата показа в США     |
| --- | ------------------------------- | ------------------------------ | ---------------- | ------------------------------- | --------------------- |
| 2-01(25) | «Very Bad Things»               | Очень плохие вещи              | Марк Баклэнд     | Майкл Пенни                     | 21 сентября 2006 года |
| Просмотр доктора Фила по телевизору обучил Джой и Дарнела ругаться… Джой пытается объяснить, что она сердита из-за неудовлетворенности своих запросов, но по мнению Дарнела её запросы полный бред. Ещё бы… Ну где вы видели вечеринку сюрприз, о которой сам изменник просит и сам же её и организует. Для того, чтобы сюрприз действительно удался Эрл решает помочь Дарнелу в организации вечеринки, но только на день раньше, Джой такая самодеятельность не сильно пришлась по душе. Джой долго и усердно копила на телевизор, встроенный в шкаф, такой, как она видела в сериале и потратила на него денег, больше чем стоит вся их жалкая квартирка. Но вот беда, телевизор не пролез в дверной проем, а смотреть его на улице не самая гениальная идея, пошёл дождь и вся радость закончилась. Теперь у обиженной блондинки — одна цель вернуть испорченный телевизор в магазин и получить свои честные деньги. Сломанный по вине покупателя, телевизор в магазине принять отказались, но с Джой мало кто может сравниться с упорством в достижении цели. Вместо телевизора она угоняет грузовичок магазина, и кто же знал что в этом грузовичке её ожидает большой сюрприз. |                                 |                                |                  |                                 |                       |
| 2-02(26) | «Jump for Joy»                  | Прыгать для Джой               | Крис Кох         | Вали Чандрасекарян              | 28 сентября 2006 года |
| Благодаря своему феноменальному упрямству Джой случайно угоняет грузовик с живым человеком, который несколько дней сидит там взаперти, благо магазин торговал разными товарами, так что парню было и что поесть и чем развлечься. Но в конце концов ему улыбнулась удача и удалось сбежать. Так Джой отправилась в тюрьму, а так как это её третье привлечение к ответственности, даже Эрл не смог помочь ей деньгами, ведь сумму залога назначили в один миллион долларов. Такими деньгами из их знакомых обладает только местный сумасшедший миллионер Ричард Чаби — владелец всего чего только можно в их округе. Носит в кармане пистолет с водкой и содержит стрип-клуб с шикарными девушками. Как раз со стрип-клубом и связана дальнейшая история. Католина — служанка из мотеля раньше работала там танцовщицей, точнее прыгуньей, но после несчастного случая решила завязать с этим бизнесом. Чаби соглашается внести залог за Джой, если Католина опять вернется в его клуб танцовщицей, проблема только в том, что эти две женщины терпеть не могут друг друга… |                                 |                                |                  |                                 |                       |
| 2-03(27) | «Sticks & Stones»               | Палки и камни                  | Марк Баклэнд     | Даниэль Санчес                  | 5 октября 2006 года   |
| Глядя на процесс безжалостного удаление волос у дамы Эрл вспомнил свои школьные годы и очередной номер из списка. Тогда к ним в школу пришла новая девочка и конечно никто не мог не заметить её экзотические усики. Ребята издевались над бедной девушкой и особенно в этом преуспел Эрл, через несколько недель новенькая ушла из школы. Явившись к ней вместе Ренди они заметили, что они не то что не изменилась, а обросла густой и пушистой бородой. Как же ей помочь? С усами и бородой она уже совсем смирилась и стала работать на карнавалах. Эрл и Ренди решают поближе познакомить с этими ребятами у которых у каждого какие-то уродство и как оказалось это отличные интересные люди. Только вот они боятся показаться на люди, боятся быть высмеянными и живут и общаются в своем тесном мирке. Надо помочь этим несчастным людям. Когда-то Эрл тоже очень стеснялся своих волосатых сосков и поэтому обходил бассейн стороной, но теперь пора все изменить. |                                 |                                |                  |                                 |                       |
| 2-04(28) | «Larceny of a Kitty Cat»        | Украл кота                     | Милисент Шелтон  | Хилари Уинстон                  | 12 октября 2006 года  |
| Чёрная кошка подстерегла братьев Хики возле супермаркета неспроста, пора искупать очередной грешок. Номер 56 — украл чужого кота. Однажды Джой взбрело в голову победить на выставке домашних котов и она поручила Эрлу ответственное задание уничтожить конкурента, Эрл не смог покалечить животное, и оставил его в кошачьем приюте. Эрл возвращается за котом и возвращает его хозяйке, параллельно Ренди, который вообще котов не любит и ещё у него на них аллергия, влюбляется в эту несчастную кошатницу и мучается претворяясь, что он тоже без ума от четвероногих домашних любимцев. Дарнел уговорил Эрла внести кота в список, ведь когда-то он был непобедимым чемпионом а сейчас стал просто толстым котом с грустными глазами. Надо вернуть ему былую славу и завоевать награды. |                                 |                                |                  |                                 |                       |
| 2-05(29) | «Van Hickey»                    | Ван Хикки                      | Крейг Зиск       | Дж. Б. Кук                      | 19 октября 2006 года  |
| Как-то случайно исполнив музыкальную партию в ожидании еды из фаст-фуда, Ральф, Эрл и Ренди решили создать свою музыкальную группу, солистом вызвался быть Том, старикашка лет 70. Ребята собрались в Крабьей хибаре, чтобы дать концерт, но Том распугал всех девчонок, которых заприметили будущие рок звезды. Старика с позором выгнали из музыкальной группы. После концерта музыканты поехали отрываться к мамаше Ральфа и девушка которая предназначалась Эрлу не то что с ним развлекаться не могла, а вообще валялась как бревно. Тут- то и пришла на помощь мамаша Ральфа, короче они с Эрлом переспали. В результате перипетии случайных событий Ральфу стало известно о связи его старого друга с его же мамой и конечно он очень сильно разозлился и даже решил убить Эрла. До убийства слава богу дело не дошло, а вот жениться Эрлу пришлось и молодая -старая жена требовала не только домашнего уюта, но и исполнения прямых супружеских обязанностей… |                                 |                                |                  |                                 |                       |
| 2-06(30) | «Made a Lady Think I Was God»   | Притворился Богом              | Лев Л. Спиро     | Бобби Боуман                    | 2 ноября 2006 года    |
| Милли — смотрительница трейлерного парка всегда была жутко злой, нудной и противной теткой, которая доставала всех местных обитателей. Она настолько замучила Эрла, Ренди и Джой, что они решили жестоко с ней поквитаться. Воспользовавшись неполадками в работе её слухового аппарата, Эрл общался с ней по рации от лица Бога и заставлял делать, то что она раньше никогда не делала. Как ни странно, такие голоса в голове были восприняты Милли ни как помутнение рассудка, а как благословение и возможность изменить свою жизнь, и она изменила. В прошлом противная надзирательница ушла в монастырь и стала доброй заботливой монашкой, которая печет торты для детей сирота. Развеяв миф о божественности голоса, Эрл вернул жуткую истеричку обратно, конечно он рассчитывал на другой эффект, ведь список для того, чтобы помогать людям, а теперь всем стала ещё хуже. Теперь братьям Хики и их друзьям придется думать как выкрутится. |                                 |                                |                  |                                 |                       |
| 2-07(31) | «Mailbox»                       | Почтовый ящик                  | Майкл Фреско     | Кет Ликкел, Джон Хоберг         | 9 ноября 2006 года    |
| Каталина устала от своей работы, ведь мытье полов и уборка комнат не дает никакого морального удовлетворения, поэтому Эрл предлагает ей поработать над номерами списка, на что она с удовольствием соглашается. Номер 75 :"Превратил почтовый ящик в помойный контейнер". Входе разбора почтового ящика обнаружились старые письма, которые не были доставлены и теперь их необходимо передать законным адресатам. Одно письмо должно было дойти от влюбленного к объекту его обожания, но когда он не получил ответ, то решил, что их чувства не взаимны и поломал себе жизнь. Второе письмо — это письмо для Дарнела. Как оказалось, он вовсе не тот за кого себя выдает, его настоящее имя — Гарри Монро. Все дело в том, что Дарнел участвовал в программе защиты свидетелей и поэтому был переселен и сменил свою личность. |                                 |                                |                  |                                 |                       |
| 2-08(32) | «Robbed a Stoner Blind»         | Ограбил укуренного             | Марк Баклэнд     | Кет Ликкел, Джон Хоберг         | 16 ноября 2006 года   |
| Эрл решает разобраться с номером 26 «Ограбил укуренного». Как оказалось, он живёт теперь в экологически-чистом поселении, и чтобы вычеркнуть его, Эрл должен прожить в этом поселении неделю. |                                 |                                |                  |                                 |                       |
| 2-09(33) | «Born a Gamblin Man»            | Сделал из человека игрока      | Крис Кох         | Виктор Фреско                   | 30 ноября 2006 года   |
| Эрл собирается вычеркнуть 146-й номер из списка, вернув Кенни все 246 украденных в школьное время сэндвичей. Потом, пытаясь научить Кенни выглядеть мужественно, он прививает ему пристрастие к азартным играм. Теперь Эрлу придется исправить ещё и это. |                                 |                                |                  |                                 |                       |
| 2-10(34) | «South of the Border, Part Uno» | Через границу на юг. Часть 1   | Майкл Фреско     | Майкл Пенни                     | 7 декабря 2006 года   |
| После того, как Каталину выгнали из Америки, она возвращается в свою деревню. Эрл и Рэнди пытаются купить билет на свой первый полет в самолете. Они очень нервничают по этому поводу. А в это время Джой начала принимать успокаивающие таблетки, от чего она стала слишком любезной. |                                 |                                |                  |                                 |                       |
| 2-11(35) | «South of the Border, Part Dos» | Через границу на юг. Часть 2   | Марк Баклэнд     | Даниэль Санчес                  | 7 декабря 2006 года   |
| Рэнди и Эрл находились в деревне, в которой жила Каталина. Эрла похитили, едва не убили, но оказалось, что похититель — кузен Каталины. Он отвез Эрла в деревню. Рэнди приехал в деревню раньше, стал там на время сыном для одной семьи. Потом им подали идею, как сделать так, чтоб Каталина официально переехала в Америку. |                                 |                                |                  |                                 |                       |
| 2-12(36) | «Our 'Cops' Is On!»             | Мы по телеку!                  | Кен Уиттингэм    | Тимоти Стэк                     | 4 января 2007 года    |
| Офицеры полиции Кэмдэна принимают участие в документальном видео о своей работе. Мы видим как они едут по вызову насчет ограбления, беспорядков, ссор. В большинстве сцен, конечно, участвуют Эрл, Рэнди, Каталина, Джой, Дарнелл. Как-то полиция приехала по вызову бабушки по поводу громкого шума, а наткнулась на комнату Дарнелла, забитую травкой. |                                 |                                |                  |                                 |                       |
| 2-13(37) | «Buried Treasure»               | Зарытое сокровище              | Эял Гордин       | Эрика Кастл, Патрик МакКарти    | 11 января 2007 года   |
| После того как соседи Джой съехали, Эрл может взяться за номер 52 — выкопать и вернуть украденные сокровища. Здесь всё происходит так, как показывают нам фильмы про зарытые богатства. В похищении серебра из местной библиотеки-музея замешаны Джой, Эрл, Рэнди. У каждого виновника были своё виденье насчет серебра, а в итоге сокровища оказались… |                                 |                                |                  |                                 |                       |
| 2-14(38) | «Kept a Guy Locked in a Truck»  | Держал человека в фургоне      | Эял Гордин       | Кет Ликкел, Джон Хоберг         | 18 января 2007 года   |
| Обвинения на Джой были сняты, так как тот человек, которого она заперла в фургоне, умер. Но он находился в списке Эрла, и ему придется его вычеркнуть. Сначала это казалось невозможным, но потом Эрл решил устроить ему достойные похороны. В итоге Эрл умудрился собрать всех его знакомых, с которыми он общался по Интернету. |                                 |                                |                  |                                 |                       |
| 2-15(39) | «Foreign Exchange Student»      | Студент по обмену              | Марк Баклэнд     | Майк Мариано                    | 1 февраля 2007 года   |
| Эрл решил исправить ещё один пункт списка — «Издевался над французиком». Ещё в школе в класс прислали студента по обмену из Франции. Эрл решил загладить вину и пригласил его ещё раз в Америку. Теперь ему придется доказать, что Америка — хорошая страна, вопреки мнению гостя. |                                 |                                |                  |                                 |                       |
| 2-16(40) | «Blow»                          | Удар                           | Виктор Нелли мл. | Дж. Б. Кук                      | 6 февраля 2007 года   |
| Несмотря на смерть обвинителя, обвинения с Джой так и не сняли, поэтому адвокат посоветовал ей пригласить в суд всех родственников, в том числе и сестру в качестве поддержки. Сестра Джой была профессиональным рестлером. С детства сестры не могли ладить друг с другом, а с годами неприязнь всё росла. Эрл решил примирить их, причем Джой в итоге стала суррогатной матерью для своей сестры. |                                 |                                |                  |                                 |                       |
| 2-17(41) | «The Birthday Party»            | Вечеринка в честь Дня рождения | Эял Гордин       | Хилари Уинстон                  | 15 февраля 2007 года  |
| Сегодня у Эрла день рождения. Он устроил вечеринку в Крабьей Хижине. Он надеялся, что в этот день все будут говорить о нём только хорошее, то, как он изменился. Но как бы не так. Каждый вспомнил о том как Эрл делал что-то плохое для этого человека. О том как он смеялся над Джой, когда та была беременна, о том как Дарнелла закидали камнями, о том как он издевалня над Рэнди. Но в конечном итоге друзья преподнесли ему большой сюрприз. |                                 |                                |                  |                                 |                       |
| 2-18(42) | «Guess Who’s Coming Out of Joy» | Угадайте, кто будет у Джой     | Майкл Фреско     | Грег Гарсиа                     | 22 февраля 2007 года  |
| В этой серии будет флэшбэк от том, как Эрл женился на Джой и нескольких лет их совместной жизни. Как известно, когда Эрл женился, Джой уже была беременна, причем не от него. Родители этого не одобрили, но Эрла это не смущало. Проблемы появились, когда и второй ребёнок оказался тоже не от него. |                                 |                                |                  |                                 |                       |
| 2-19(43) | «Harassed a Reporter»           | Доставал репортёршу            | Крис Кох         | Брэд Коуплэнд, Барбара Фельдман | 12 апреля 2007 года   |
| В прошлом Эрл и Рэнди доставали местную репортершу, теперь Эрл решил исправить свою ошибку. Он предложил ей снять репортаж, который повысил бы рейтинг её телеканала. Все шло хорошо, но в итоге она выставила Рэнди не в лучшем свете. Теперь Эрлу было необходимо разрешить и эту проблему. |                                 |                                |                  |                                 |                       |
| 2-20(44) | «Two Balls, Two Strikes»        | Два шара — два удара           | Виктор Нелли мл. | Бобби Боуман                    | 19 апреля 2007 года   |
| Когда-то давно Эрл нанес серьёзную травму в промежность Малышу Чабби (его отец держал весь бизнес города). Боясь последствий, Эрл старался с ним больше не встречаться, но, как оказалось, боятся было нечего — Малыш Чабби из бессовестного ублюдка превратился в милого парня. Но Эрл должен был вычеркнуть его из списка, поэтому он оплатил операцию по замене яичек Малышу Чабби. Но всё началось сначала — Чабби снова превратился в ублюдка. |                                 |                                |                  |                                 |                       |
| 2-21(45) | «G.E.D.»                        | Экзамен                        | Майкл Фреско     | Хантер Ковингтон                | 26 апреля 2007 года   |
| Внезапно Эрл понял, что должен сам вписать себя в список, так как всю жизнь не давал себе повзрослеть. Первым шагом была сдача экзамена. Сперва ничего не вышло, полэтому он вернулся в школу, где и сам подучился и побыл учителем. В итоге он сдал экзамен и стал на ступень ближе к собственной взрослости. |                                 |                                |                  |                                 |                       |
| 2-22(46) | «Get a Real Job»                | Устроиться на хорошую работу   | Кен Уиттингэм    | Эрика Кастл, Патрик МакКарти    | 3 мая 2007 года       |
| Напомним, что в списке у Эрла был один важный пункт — повзрослеть. Он состоял из нескольких частей, второй частью которого было устройство на работу. Так как работа в банке ему не светила, ему пришлось пойти на грузчика. Сперва он сдружился с коллективом, но такой работы Эрлу было мало, он знал, что способен на большее, хотя остальные в него не верили. Ему пришлось терпеть унижения коллег, трудности тяжелой работы. Ему пришлось действительно много пройти для достижения своей цели. И когда дела уже были хуже некуда, друзья его не бросили и пришли ему на выручку. |                                 |                                |                  |                                 |                       |
| 2-23(47) | «The Trial»                     | Суд                            | Майкл Фреско     | Тимоти Стэк, Майк Мариано       | 10 мая 2007 года      |
| Близился час суда Джой. Эрлу нужно было найти людей, которые засвидетельствовали бы в её пользу. Но это оказалось не так просто, так как её никто не любил. Считанные минуты остались до вынесения приговора, когда Эрл делает очень великодушный поступок… |                                 |                                |                  |                                 |                       |

## Сезон 3: 2007—2008
| №        | Оригинальное название                                     | Русское название                                    | Режиссёр       | Сценарий                          | Дата показа в США     |
| -------- | --------------------------------------------------------- | --------------------------------------------------- | -------------- | --------------------------------- | --------------------- |
| 3-01(48) | «My Name Is Inmate 28301-016 (Part 1)»                    | Меня зовут Заключённый № 28301-016. Часть 1         | Майкл Фреско   | Майкл Пенни                       | 27 сентября 2007 года |
|          |                                                           |                                                     |                |                                   |                       |
| 3-02(49) | «My Name Is Inmate 28301-016 (Part 2)»                    | Меня зовут Заключённый № 28301-016. Часть 2         | Майкл Фреско   | Кет Ликкел, Джон Хоберг           | 27 сентября 2007 года |
|          |                                                           |                                                     |                |                                   |                       |
| 3-03(50) | «The Gangs of Camden County»                              | Банды округа Кэмден                                 | Майкл Фреско   | Виктор Фреско                     | 4 октября 2007 года   |
|          |                                                           |                                                     |                |                                   |                       |
| 3-04(51) | «The Frank Factor»                                        | Фактор Фрэнка                                       | Грег Гарсиа    | Грег Гарсиа                       | 11 октября 2007 года  |
|          |                                                           |                                                     |                |                                   |                       |
| 3-05(52) | «Creative Writing»                                        | Творческое сочинение                                | Крис Кох       | Бобби Боуман                      | 18 октября 2007 года  |
|          |                                                           |                                                     |                |                                   |                       |
| 3-06(53) | «Frank’s Girl»                                            | Девушка Фрэнка                                      | Эял Гордин     | Даниэль Санчес                    | 25 октября 2007 года  |
|          |                                                           |                                                     |                |                                   |                       |
| 3-07(54) | «Our Other Cops Is On! (Part 1)»                          | Мы опять по телеку! Часть 1                         | Кен Уиттингэм  | Тимоти Стэк                       | 1 ноября 2007 года    |
|          |                                                           |                                                     |                |                                   |                       |
| 3-08(55) | «Our Other Cops Is On! (Part 2)»                          | Мы опять по телеку! Часть 2                         | Кен Уиттингэм  | Вали Чандрасекарян                | 1 ноября 2007 года    |
|          |                                                           |                                                     |                |                                   |                       |
| 3-09(56) | «Randy in Charge (…of Our Days and Our Nights)»           | Рэнди на службе (В дни и ночи)                      | Эял Гордин     | Майк Мариано                      | 8 ноября 2007 года    |
|          |                                                           |                                                     |                |                                   |                       |
| 3-10(57) | «Midnight Bun»                                            | Полуночная булочка                                  | Эял Гордин     | Хилари Уинстон                    | 15 ноября 2007 года   |
|          |                                                           |                                                     |                |                                   |                       |
| 3-11(58) | «Burn Victim»                                             | Жертва пожара                                       | Гэйл Манкусо   | Майкл Шипли                       | 29 ноября 2007 года   |
|          |                                                           |                                                     |                |                                   |                       |
| 3-12(59) | «Early Release»                                           | Досрочное освобождение                              | Джейсон Энслер | Джессика Голдштейн, Крисси Петрош | 6 декабря 2007 года   |
|          |                                                           |                                                     |                |                                   |                       |
| 3-13(60) | «Bad Earl»                                                | Плохой Эрл                                          | Эял Гордин     | Алан Кирченбаум                   | 10 января 2008 года   |
|          |                                                           |                                                     |                |                                   |                       |
| 3-14(61) | «I Won’t Die With a Little Help from My Friends (Part 1)» | Я не умру, если мне немного помогут друзья. Часть 1 | Марк Баклэнд   | Грег Гарсиа                       | 3 апреля 2008 года    |
|          |                                                           |                                                     |                |                                   |                       |
| 3-15(62) | «I Won’t Die With a Little Help from My Friends (Part 2)» | Я не умру, если мне немного помогут друзья. Часть 2 | Марк Баклэнд   | Бобби Боуман                      | 3 апреля 2008 года    |
|          |                                                           |                                                     |                |                                   |                       |
| 3-16(63) | «Stole A Motorcycle»                                      | Украл мотоцикл                                      | Эял Гордин     | Кет Ликкел, Джон Хоберг           | 10 апреля 2008 года   |
|          |                                                           |                                                     |                |                                   |                       |
| 3-17(64) | «No Heads And A Duffel Bag»                               | Целая сумка марихуаны                               | Майкл Фреско   | Хантер Ковингтон                  | 17 апреля 2008 года   |
|          |                                                           |                                                     |                |                                   |                       |
| 3-18(65) | «Killerball»                                              | Киллербол                                           | Мэтт Уорд      | Эял Гордин                        | 24 апреля 2008 года   |
|          |                                                           |                                                     |                |                                   |                       |
| 3-19(66) | «Love Octagon»                                            | Любовный треугольник                                | Майкл Фреско   | Даниэль Санчес                    | 1 мая 2008 года       |
|          |                                                           |                                                     |                |                                   |                       |
| 3-20(67) | «Girl Earl»                                               | Девушка Эрла                                        | Эял Гордин     | Ральф Грин                        | 8 мая 2008 года       |
|          |                                                           |                                                     |                |                                   |                       |
| 3-21(68) | «Camdenites — Part 1»                                     | Кэмдениты. Часть 1                                  | Майкл Фреско   | Майкл Пенни, Хилари Уинстон       | 15 мая 2008 года      |
|          |                                                           |                                                     |                |                                   |                       |
| 3-22(69) | «Camdenites — Part 2»                                     | Кэмдениты. Часть 2                                  | Майкл Фреско   | Майкл Пенни, Хилари Уинстон       | 15 мая 2008 года      |
|          |                                                           |                                                     |                |                                   |                       |

## Сезон 4: 2008—2009
| № | Оригинальное название           | Русское название                  | Режиссёр            | Сценарий                            | Дата показа в США     |
| --- | ------------------------------- | --------------------------------- | ------------------- | ----------------------------------- | --------------------- |
| 4-01(70) | «The Magic Hour»                | Волшебный час                     | Эял Гордин          | Тимоти Стэк                         | 25 сентября 2008 года |
| Серия про Бадди Закса, которому Эрл в детстве не дал прокатиться на параде на пони, а потом помог снять кино, выступив продюсером. |                                 |                                   |                     |                                     |                       |
| 4-02(71) | «Monkeys Take a Bath»           | Шутники хлебнули горя             | Грег Гарсиа         | Грег Гарсиа                         | 25 сентября 2008 года |
| Эрл с Рэнди довели в детстве соседа Кларка, друга семьи, в результате чего ему пришлось съехать. Но оказалось, что причиной переезда являлся роман соседа с матерью Эрла |                                 |                                   |                     |                                     |                       |
| 4-03(72) | «Joy in a Bubble»               | Джой в джакузи                    | Майкл Фреско        | Джессика Голдштейн, Крисси Петрош   | 2 октября 2008 года   |
| Эрл давно обещал Джой джакузи и вот по дороге в Кэмден он нашёл совершенно исправную джакузи, под которой спал бомж. Он привёз её Джой, не было конца её радости, она не вылезала из джакузи целую неделю, пока у неё палец не опух на ноге. Врач сказал, что это гнойный абсцесс, вызванный стафилококком, который был в Кэмдене только у того бомжа : Джой очень разозлилась на Эрла, которому пришлось теперь замещать Джой дома, пока она была на карантине. Он ухаживал за детьми, Крабовщиком и т. п. |                                 |                                   |                     |                                     |                       |
| 4-04(73) | «Stole an RV»                   | Кража дома на колёсах             | Крис Кох            | Кэт Ликкел, Джон Хоберг             | 2 октября 2008 года   |
| Эрл и Джой, будучи ещё женатыми, угнали дом на колесах и случайно взорвали его. Эрл отправился к владельцу украденного дома на колесах. Владельцем оказался престарелый мужчина, потерявший интерес к жизни. Эрл пытается вернуть его к жизни разными способами… |                                 |                                   |                     |                                     |                       |
| 4-05(74) | «Sweet Johnny»                  | Крутой Джонни                     | Эял Гордин          | Кэт Ликкел, Джон Хоберг             | 9 октября 2008 года   |
| Эрл находит каскадера Крутого Джонни, которому когда-то подсказывал идеи опасных трюков для того, чтобы заниматься любовью с его девушкой, пока Крутой Джонни выздоравливает после неудавшегося трюка. Но оказывается, что после неудачного падения и удара головой у Крутого Джонни перестала работать долгосрочная память. Эрлу приходится рассказывать об его отношениях с девушкой Джонни снова и снова… |                                 |                                   |                     |                                     |                       |
| 4-06(75) | «We’ve Got Spirit»              | Мы весёлые!                       | Эял Гордин          | Хилари Винстон                      | 16 октября 2008 года  |
| Рэнди всегда втайне мечтал быть чирлидером, но не рассказывал свою мечту Эрлу, так как видел, что Эрл и окружающие насмешливо относятся к мужчинам-чирлидерам. Теперь, когда Эрл узнает о том, что мешал Рэнди выполнить свою мечту, ему приходится включить Рэнди в свой список и отправиться с ним в школу чирлидеров… |                                 |                                   |                     |                                     |                       |
| 4-07(76) | «Quit Your Snitchin'»           | Стукач                            | Крис Кох            | Мэтт Уорд                           | 23 октября 2008 года  |
| Эрл покупает в подарок Рэнди машину, но её у него крадут. Эрл пытается вернуть машину законными путями, и ему приходится стать стукачом полиции. |                                 |                                   |                     |                                     |                       |
| 4-08(77) | «Little Bad Voodoo Brother»     | Маленький брат Вуду               | Крис Кох            | Алан Киршенбаум                     | 30 октября 2008 года  |
| Рэнди хочет, чтобы у него был младший брат. Он обвиняет Эрла в отсутствии у него младшего брата, так как из-за плохого поведения Эрла и Рэнди их родители больше не хотели иметь детей. Рэнди берется ухаживать за племянником Каталины — Оскаром, которого прислали ей на Хеллуин в ящике. Но Оскар оказывается мальчиком, который делает куклы вуду, чем наводит ужас на весь трейлерный парк. |                                 |                                   |                     |                                     |                       |
| 4-09(78) | «Sold a Guy a Lemon Car»        | Сосед-террорист                   | Джон Путч           | Майкл Пенни                         | 6 ноября 2008 года    |
| В отеле соседом Эрла и Рэнди становится молчаливый и угрюмый мужчина. Джой узнает в нём приветливого и наивного человека, которому когда-то продала машину, предназначенную для утилизации. Эрл знакомится с ним и из его слов делает вывод, что своим поступком сделал из него террориста… |                                 |                                   |                     |                                     |                       |
| 4-10(79) | «Earl and Joy’s Anniversary»    | Годовщина Эрла и Джой             | Майкл Фреско        | Даниэль Санчес-Вицель               | 13 ноября 2008 года   |
| Эрлу для вычеркивания очередного пункта из списка необходимо починить вмятину в барной стойке «Крабовой хижины». Эрл вспоминает, как образовалась эта вмятина: как-то Рэнди устроил вечеринку-сюрприз в честь годовщины свадьбы Эрла и Джой и по ошибке пригласил на неё всех «бывших» мужчин Джой. |                                 |                                   |                     |                                     |                       |
| 4-11(80) | «Nature’s Game Show»            | Торнадо в Кэмдоне                 | Эял Гордин          | Хантер Ковингтон                    | 20 ноября 2008 года   |
| На город обрушивается череда торнадо. Каждый в городе реагирует на торнадо по-своему: кто-то мечтает полетать с помощью торнадо, кто-то считает упавшую с неба библию — знаком, а лодку — новым ковчегом… Джой понимает, что Дарнелл считает её не слишком умной, однако, она доказывает ему обратное, спасая от торнадо несколько человек с помощью своей смекалки. |                                 |                                   |                     |                                     |                       |
| 4-12(81) | «Reading Is a Fundamental Case» | Человек-опоссум                   | Майкл Фреско        | Майк Мариано                        | 4 декабря 2008 года   |
| Эрл пытается исправить очередной пункт в своем списке «Украл книгомобиль». Он приезжает к когда-то украденному и брошенному ими автобусу-книгомобилю и обнаруживает, что в автобусе живёт их старый знакомый Рейнальд, немного одичавший и «взявший в жены» енота. Когда-то Эрл не приютил Рейнальда у себя дома, после чего Рейнальду и пришлось поселиться в этом автобусе. Эрл решает вернуть его к нормальной жизни. |                                 |                                   |                     |                                     |                       |
| 4-13(82) | «Orphan Earl»                   | Сирота Эрл                        | Марк Баклэнд        | Майкл Шипли                         | 11 декабря 2008 года  |
| Эрл хочет вернуть деньги престарелому мужчине, который поверил лохотрону Джой и Эрла и прислал им пожертвования для голодных детей Африки. Приехав к нему Эрл обнаруживает, что его с Джой лохотрон оказался не одноразовым: Джой (и её соседки) продолжает обманывать старика, получая от него деньги и присылая ему в ответ фотографии якобы африканского мальчика — своего младшего сына. |                                 |                                   |                     |                                     |                       |
| 4-14(83) | «Got the Babysitter Pregnant»   | Обрюхатил няню                    | Майк Мариано        | Вали Чандрасекаран                  | 8 января 2009 года    |
| В детстве Эрлу понравилась его няня — молодая и симпатичная девушка. Но у няни уже оказался ухажер. Разочарованный Эрл решает отомстить: крадет бумажник её парня, но вместе с деньгами обнаруживает там презерватив и иголкой делает в нём дырки. Теперь он находит свою бывшую няню чтобы извиниться. И кроме няни и её мужа (того самого ухажера) обнаруживает уже выросшего сына няни, ведущего себя как 5летний ребёнок. Эрл берется сделать из него взрослого. |                                 |                                   |                     |                                     |                       |
| 4-15(84) | «Darnell Outed: Part 1»         | Дарнелл под прикрытием. Часть 1   | Эял Гордин          | Ральф Грине                         | 15 января 2009 года   |
| Эрл хочет устроить Джой (которая с детства мечтала стать знаменитой) на реалити-шоу Эрика Эстрады. Если она попадёт на шоу он вычеркнет очередной пункт из списка. Джой провалила прослушивание, но всё же её (и Дарнелла) показывают по телевизору. В результате «программа по защите свидетелей» Дарнелла раскрыта и он с семьёй должен немедленно бежать. |                                 |                                   |                     |                                     |                       |
| 4-16(85) | «Darnell Outed: Part 2»         | Дарнелл под прикрытием. Часть 2   | Эял Гордин          | Хантер Ковингтон, Мэтт Уорд         | 22 января 2009 года   |
| Эрл пытается найти Джой проследив за отправленной ей почтой, а попадает на свалку, где находит письмо для Джой от Эрика Эстрады с приглашением в шоу. А тем временем в секретном бункере, под присмотром спец-агентов Дарнелл, Джой, Додж и Эрл-младший разучивают свои «легенды» и готовятся стать образцовой Еврейской семьёй. У Эрла рождается новый план и Джой попадает на шоу, где побеждает. |                                 |                                   |                     |                                     |                       |
| 4-17(86) | «Randy’s List Item»             | Список Рэнди                      | Пол Бурк Педрейра   | Бобби Боумэн                        | 5 февраля 2009 года   |
| |                                 |                                   |                     |                                     |                       |
| 4-18(87) | «Friends with Benefits»         | Богатые друзья                    | Эллисон Лидди-Браун | Джессика Голдштейн, Крисси Петрош   | 12 февраля 2009 года  |
| |                                 |                                   |                     |                                     |                       |
| 4-19(88) | «My Name is Alias»              | Моё вымышленное имя               | Эял Гордин          | Мэттью У. Томпсон                   | 19 февраля 2009 года  |
| |                                 |                                   |                     |                                     |                       |
| 4-20(89) | «Chaz Dalton’s Space Academy»   | Космическая академия              | Марк Баклэнд        | Хилари Винстон                      | 5 марта 2009 года     |
| |                                 |                                   |                     |                                     |                       |
| 4-21(90) | «Witch Lady»                    | Старая ведьма                     | -                   | Майкл Шипли, Мэтт Уард              | 19 марта 2009 года    |
| |                                 |                                   |                     |                                     |                       |
| 4-22(91) | «Pinky»                         | Подруга Рэнди                     | Грег Гарсиа         | Грег Гарсиа                         | 26 марта 2009 года    |
| Рэнди в детстве влюбился в девочку по имени Пинки, но в последний момент, когда они должны были встретиться на мосту для первого поцелуя, она не пришла, оказалось, что подстроил это Эрл, которому было скучно и он не хотел чтобы брат опередил его на любовном фронте. Они начинают искать Пинки и ею оказалась Джой, которая на дух Рэнди не переносит и относится к нему как к болвану. |                                 |                                   |                     |                                     |                       |
| 4-23(92) | «Bullies»                       | Хулиганы                          | Эял Гордин          | Вали Чандрасекаран,Хантер Ковингтон | 16 апреля 2009 года   |
| Сначала Джой отнимала у Рэнди игрушки, которые о выигрывал на автомате и Эрл вспомнил, что в детстве, когда его отправили на воспитание в католическую школу он издевался на парнем по имени Волли, обзывал его гомиком из-за того, что тот был чувствительным и сентиментальным. Когда они с Рэнди его нашли, оказалось, что мальчик вырос в здорового верзилу, который искал напарника для тренажёрного зала, которым пришлось стал Эрлу. А Рэнди начал по совету парней из качалки колоть себя «акульим плавником», чтобы стать злее и смочь противостоять Джой. Оказалось, что у Волли была мечта стать «Мистером Кемдена», но для нужно было целиком побриться и смазать себя маслом, а Волли хотелось бы мужественным мужиком и он не хотел выполнять условия участия, но Эрл смог его уговорить… |                                 |                                   |                     |                                     |                       |
| 4-24(93) | «Gospel»                        | Евангелие                         | -                   | -                                   | 23 апреля 2009 года   |
| На ярмарке Эрл замечает священника, которому в своё время он сделал много неприятного и вот пришло время искупить грехи. Для начала пришлось вернуть в приход орган, который Эрл с Рэнди успели продать, потом инструменты и т. п. Священник к тому же оказался бывшим преступником по кличке «Жареная Дурь» и своим перерождением в священники он также обязан счастливому случаю, который дал ему Эрл. |                                 |                                   |                     |                                     |                       |
| 4-25(94) | «Inside Probe: Part 1»          | Внутреннее расследование. Часть 1 | -                   | -                                   | 30 апреля 2009 года   |
| 4-26(95) | «Inside Probe: Part 2»          | Внутреннее расследование. Часть 2 | -                   | -                                   | 7 мая 2009 года       |
| ТВ проводит расследование о пропаже хозяина Крабьей Хижины. Круг обвиняемых был достаточно широк, но у всех оказалось неоспоримое алиби. Оказалось, что разгадка ближе, чем кажется. |                                 |                                   |                     |                                     |                       |
| 4-27(96) | «Dodge’s Dad»                   | Отец Доджа                        | -                   | -                                   | 14 мая 2009 года      |
| За Эрлом остался должок перед сыном Джой — выступить на родительском собрании, где в прошлый раз он прикинулся высокооплачиваемым врачом, а оказалось, что он мошенник. Эрл не хотел обманывать мальчика, потому что знал, что он не его отец, и Джой призналась, что отцом является не кто-нибудь а Малыш-Чабби, которого боится весь город. Но и тут оказалось всё совсем непросто — анализ ДНК, который с помощью Дарнела провёл Эрл, всё запутал… Конец сезона! |                                 |                                   |                     |                                     |                       |